# Kuldip Nayar

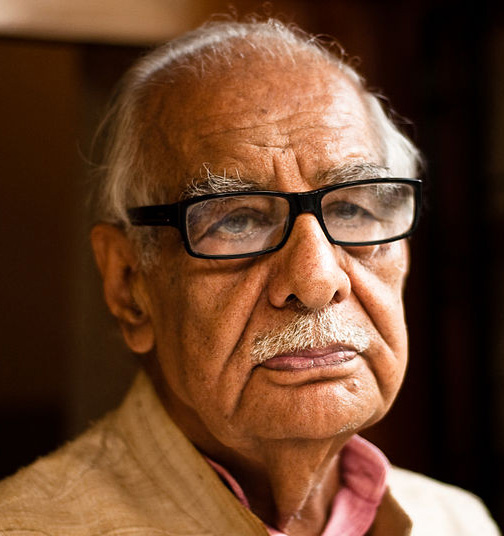
Kuldip Nayar (2010)

Kuldip Nayar (Urdu کلدیپ نیر, Panjabi ਕੁਲਦੀਪ ਨਈਅਰ Kuladīpa Na'ī'ara; * 14. August 1923 in Sialkot, Punjab; † 23. August 2018 in Delhi) war ein indischer Journalist, der für seine politischen Kolumnen bekannt war, aber auch Sachbücher verfasste und politisch tätig war.

## Leben
Nayar stammte aus einer Sikh-Khatri-Familie; seine Eltern waren Gurbaksh Singh und Pooran Devi. Seine Muttersprache war Urdu. Er besuchte die Ganda Singh High School und nahm anschließend Studien auf, unter anderem am Murray College und der Medill School of Journalism an der Northwestern University in den USA. Er erwarb mehrere akademische Abschlüsse: B.A.(Hons.), LL.B., M.Sc. (Journalism) und promovierte zum Ph.D.
Nach der Teilung Indiens und der Unabhängigkeit von der britischen Kolonialherrschaft kehrte Nayar Ende der 1940er Jahre nach Indien zurück und lebte in Delhi. Er begann, als Journalist für die Urdu-sprachige Tageszeitung Anjam („Das Ende“) zu arbeiten. In der Zeit der inneren Unruhen und der Notstandsregierung (1975–77) unter Präsident Fakhruddin Ali Ahmed wurde er zeitweise inhaftiert. Ab 1985 schrieb er Zeitungskolumnen, die in 80 Medien in 14 Sprachen in Indien und außerhalb gedruckt wurden, darunter Indiens einflussreichste Printmedien.
1990 wurde er als High Commissioner nach Großbritannien berufen. 1996 war er Teil der indischen Delegation bei den Vereinten Nationen. Im August 1997 wurde er zum Mitglied der Rajya Sabha (Oberhaus des Indischen Parlaments) ernannt.
Ab Mai 2007 schrieb er für die Urdu-sprachige Zeitung Daily Waqt/Daily Jang in Pakistan.
Nayar vertrat in seinen Texten die Position der Verständigung und des Friedens zwischen Indien und Pakistan.
Nayar lebte in Neu-Delhi. Er starb im August 2018, wenige Tage nach seinem 95. Geburtstag.

## Auszeichnungen
- 1999: Alumni Merit Award der Northwestern University, USA

## Schriften
- Between the Lines. Allied Publishers, Bombay 1969.
- India. The Critical Years. Vikas, Delhi u. a. 1971.
- Distant Neighbours. A Tale of the Subcontinent. Vikas, New Delhi 1973.
- India after Nehru. Vikas, New Delhi 1975.
- The Judgement, inside Story of the Emergency in India. Vikas, New Delhi 1977.
- In Jail. Vikas, New Delhi 1978, ISBN 0-7069-0647-0.
- Report on Afghanistan. R. N. Sachdev for Allied Publishers, New Delhi 1981.
- mit Khushwant Singh: Tragedy of Punjab. Operation Bluestar & After. Vision Books, New Delhi 1984.
- India House. Viking, New Delhi u. a. 1992, ISBN 0-670-84432-2.
- The Martyr. Bhagat Singh – Experiments in Revolution. Har-Anand, Delhi 2000, ISBN 81-241-0700-9.
- Wall at Wagah. India-Pakistan Relations. Gyan, New Delhi 2003, ISBN 81-212-0829-7.
- Scoop! Inside Stories from the Partition to the Present. Harper Collins Publishers India, New Delhi 2006, ISBN 81-7223-643-3.
- Without Fear. The Life and Trial of Bhagat Singh. Harper Collins Publishers India, New Delhi 2007, ISBN 978-81-7223-692-2.
- mit Asif Noorani: Tales of Two Cities (= Lotus Collection.). Roli, New Delhi 2008, ISBN 978-81-7436-676-4.